# Stanisław Szarow
Stanisław Sprartakowicz Szarow (ros. Станислав Спартакович Шаров, Stanisław Spartakowicz Szarow; ur. 29 maja 1995 w Gusiewie) – rosyjski koszykarz, reprezentant kraju w koszykówce 3×3, wicemistrz olimpijski z Tokio 2020, mistrz świata U23.

## Kariera
Z reprezentacją Rosji w koszykówce 3x3 uzyskał następujące wyniki:
| Impreza                                 | Rok  | Miejsce | Pozycja    |                      |      |       |            |
| --------------------------------------- | ---- | ------- | ---------- | -------------------- | ---- | ----- | ---------- |
| Impreza                                 | Rok  | Miejsce | Pozycja    | Igrzyska olimpijskie | 2020 | Tokio | 2. miejsce |
| Igrzyska europejskie                    | 2019 | Mińsk   | 1. miejsce |                      |      |       |            |
| Mistrzostwa świata w koszykówce 3x3 U23 | 2018 | Xi’an   | 1. miejsce |                      |      |       |            |